# Haemus Montes
Gli Haemus Montes sono una struttura geologica della superficie di Io.